# Буђановци
Буђановци су насеље у општини Рума, у Сремском округу, у Србији. Према попису из 2022. било је 1.224 становника.
Овде се налазе Српска православна црква Светог Арханђела Гаврила у Буђановцима и Амбар са котобањом у Буђановцима.

## Име села
Постоји неколико опште прихваћених теза о настанку имена :
1. Према Угарској повељи из 1288, цео Срем се називао ,,Боуђан" па се из тога извело име села.
2. Српска тумачења кажу да су Буђановци варијанта личног старословенског имена Будимир или по другом тумачењу да је то име настало од некадашњег пребивалишта народа под земљом,тачније у плеснивој,односно буђавој земљи,земуници, на чега подсећају имена Земун,Буђановци,Пећинци.

## Историја
У месту је 1547-48 (7506. по византијском календару) неки "презвитер Вук" преписао јеванђеље - "Буђановачко јеванђеље". Књига је откривена почетком 1938. а у новембру 1939. је поклоњена патријарху Гаврилу.
Село је 1938. страдало од подземних вода, срушило се преко стотину кућа и многи други објекти.
Изнад Буђановаца је 1999. године оборен амерички војни авион Ф-117 Ноћни соко.

## Спорт

### Фудбалски клуб ,,Младост"
Основан је 1933. године. Највећи успеси клуба везани су за почетак деведесетих година прошлог века,тачније за сезону 1989/90. када је екипа изборила пласман из Међуопштинске лиге у виши ранг такмичења Сремску лигу. Клуб је тада доживео свој врхунац,како у играчком,тако и у организационом смислу. На челу клуба био је Перица Љубинковић,а са клупе је екипу предводио Божидар Бабић,познати спортски радник у Срему и шире. Окосницу те генерације чинио је читав низ врло талентованих играча из села,појачани са провереним асовима сремског фудбала.
Следећи врло битан период у историји фудбалског клуба је везан за почетак новог миленијума тачније за сезону 2007/08, када се у тој сезони екипа прошетала кроз Међуопштинску лигу и са само две нерешене утакмице успела да се пласира у виши ранг. Након реорганизације лиге и такмичења у Међуопштинској лиги у сезони 2014/15. клуб се поново пласирао у Сремску Б лигу,где се и данас такмичи.

### Ловачко друштво ,,Соко"
Поред фудбалског клуба,друштвени живот се одвија и у ловачком друштву ,,Соко" који окупља велики број чланова и симпатизера.
Ловачко друштво окупља око 40(четрдесет) чланова ,углавном младих људи,који део свог слободног времена проводе у ловишту од око 10.000 хектара.

## Демографија
У насељу Буђановци живи 1392 пунолетна становника, а просечна старост становништва износи 40,7 година (39,8 код мушкараца и 41,6 код жена). У насељу има 551 домаћинство, а просечан број чланова по домаћинству је 3,19.
Ово насеље је великим делом насељено Србима (према попису из 2002. године), а у последња три пописа, примећен је пад у броју становника.
|  |

| Демографија | Демографија | Демографија |
| Година      | Становника  | Становника  |
| ----------- | ----------- | ----------- |
| 1948.       | 2.274       |             |
| 1953.       | 2.389       |             |
| 1961.       | 2.392       |             |
| 1971.       | 2.260       |             |
| 1981.       | 1.991       |             |
| 1991.       | 1.848       | 1.814       |
| 2002.       | 1.757       | 1.776       |

| Етнички састав према попису из 2002.‍ | Етнички састав према попису из 2002.‍ | Етнички састав према попису из 2002.‍ | Етнички састав према попису из 2002.‍ | Етнички састав према попису из 2002.‍ |
| ------------------------------------ | ------------------------------------ | ------------------------------------ | ------------------------------------ | ------------------------------------ |
|                                      |                                      |                                      |                                      |                                      |
| Срби                                 | Срби                                 |                                      | 1.706                                | 97,09%                               |
| Роми                                 | Роми                                 |                                      | 31                                   | 1,76%                                |
| Хрвати                               | Хрвати                               |                                      | 7                                    | 0,39%                                |
| Муслимани                            | Муслимани                            |                                      | 2                                    | 0,11%                                |
| Мађари                               | Мађари                               |                                      | 1                                    | 0,05%                                |
| Македонци                            | Македонци                            |                                      | 1                                    | 0,05%                                |
| Бугари                               | Бугари                               |                                      | 1                                    | 0,05%                                |
| Југословени                          | Југословени                          |                                      | 1                                    | 0,05%                                |
| непознато                            | непознато                            |                                      | 6                                    | 0,34%                                |

| \| \| м \| \| \| ж \| \| ? \| 5 \| \| \| 4 \| \| 80+ \| 11 \| \| \| 23 \| \| 75—79 \| 23 \| \| \| 44 \| \| 70—74 \| 54 \| \| \| 53 \| \| 65—69 \| 60 \| \| \| 69 \| \| 60—64 \| 43 \| \| \| 54 \| \| 55—59 \| 42 \| \| \| 45 \| \| 50—54 \| 78 \| \| \| 54 \| \| 45—49 \| 62 \| \| \| 70 \| \| 40—44 \| 57 \| \| \| 54 \| \| 35—39 \| 56 \| \| \| 50 \| \| 30—34 \| 68 \| \| \| 62 \| \| 25—29 \| 66 \| \| \| 55 \| \| 20—24 \| 48 \| \| \| 42 \| \| 15—19 \| 41 \| \| \| 56 \| \| 10—14 \| 63 \| \| \| 46 \| \| 5—9 \| 55 \| \| \| 66 \| \| 0—4 \| 37 \| \| \| 41 \| \| Просек : \| 39,8 \| \| \| 41,6 \| |      |  |  |      |
| |      |  |  |      |
| | м    |  |  | ж    |
| ? | 5    |  |  | 4    |
| 80+ | 11   |  |  | 23   |
| 75—79 | 23   |  |  | 44   |
| 70—74 | 54   |  |  | 53   |
| 65—69 | 60   |  |  | 69   |
| 60—64 | 43   |  |  | 54   |
| 55—59 | 42   |  |  | 45   |
| 50—54 | 78   |  |  | 54   |
| 45—49 | 62   |  |  | 70   |
| 40—44 | 57   |  |  | 54   |
| 35—39 | 56   |  |  | 50   |
| 30—34 | 68   |  |  | 62   |
| 25—29 | 66   |  |  | 55   |
| 20—24 | 48   |  |  | 42   |
| 15—19 | 41   |  |  | 56   |
| 10—14 | 63   |  |  | 46   |
| 5—9 | 55   |  |  | 66   |
| 0—4 | 37   |  |  | 41   |
| Просек : | 39,8 |  |  | 41,6 |

| Година пописа     | 1948. | 1953. | 1961. | 1971. | 1981. | 1991. | 2002. |
| ----------------- | ----- | ----- | ----- | ----- | ----- | ----- | ----- |
| Број домаћинстава | 502   | 549   | 616   | 613   | 591   | 556   | 551   |

| Број чланова      | 1  | 2   | 3  | 4   | 5  | 6  | 7  | 8 | 9 | 10 и више | Просек |
| ----------------- | -- | --- | -- | --- | -- | -- | -- | - | - | --------- | ------ |
| Број домаћинстава | 98 | 144 | 85 | 101 | 60 | 42 | 15 | 4 | 0 | 2         | 3,19   |

| Пол    | Укупно | Неожењен/Неудата | Ожењен/Удата | Удовац/Удовица | Разведен/Разведена | Непознато |
| ------ | ------ | ---------------- | ------------ | -------------- | ------------------ | --------- |
| Мушки  | 714    | 199              | 457          | 39             | 19                 | 0         |
| Женски | 735    | 111              | 461          | 145            | 18                 | 0         |
| УКУПНО | 1.449  | 310              | 918          | 184            | 37                 | 0         |

| Пол    | Укупно                    | Пољопривреда, лов и шумарство | Рибарство                            | Вађење руде и камена | Прерађивачка индустрија       |
| ------ | ------------------------- | ----------------------------- | ------------------------------------ | -------------------- | ----------------------------- |
| Мушки  | 473                       | 346                           | 0                                    | 0                    | 24                            |
| Женски | 236                       | 194                           | 0                                    | 0                    | 11                            |
| Укупно | 709                       | 540                           | 0                                    | 0                    | 35                            |
|        |                           |                               |                                      |                      |                               |
| Пол    | Производња и снабдевање   | Грађевинарство                | Трговина                             | Хотели и ресторани   | Саобраћај, складиштење и везе |
| Мушки  | 5                         | 17                            | 10                                   | 1                    | 16                            |
| Женски | 0                         | 0                             | 9                                    | 1                    | 4                             |
| Укупно | 5                         | 17                            | 19                                   | 2                    | 20                            |
|        |                           |                               |                                      |                      |                               |
| Пол    | Финансијско посредовање   | Некретнине                    | Државна управа и одбрана             | Образовање           | Здравствени и социјални рад   |
| Мушки  | 1                         | 2                             | 9                                    | 2                    | 2                             |
| Женски | 0                         | 1                             | 0                                    | 8                    | 5                             |
| Укупно | 1                         | 3                             | 9                                    | 10                   | 7                             |
|        |                           |                               |                                      |                      |                               |
| Пол    | Остале услужне активности | Приватна домаћинства          | Екстериторијалне организације и тела | Непознато            | Непознато                     |
| Мушки  | 6                         | 0                             | 0                                    | 32                   | 32                            |
| Женски | 0                         | 0                             | 0                                    | 3                    | 3                             |
| Укупно | 6                         | 0                             | 0                                    | 35                   | 35                            |

## Познате личности
- Радован Влајковић, друштвено-политички радник, председник САП Војводине.
- Алекса Ивић, историчар.